# Liga de Campeones de la EHF 2006-07
La Liga de Campeones de la EHF 2006-07 es la 47.ª edición de la competición. Comenzó el 1 de septiembre de 2006 con la disputa de las distintas eliminatorias previas y concluyó el 29 de abril de 2007. En la final de la misma el THW Kiel derrotó por un global de 57-55 al SG Flensburg-Handewitt tras empatar en el partido de ida disputado en Flensburg a 28 goles y venciendo en el Sparkassen-Arena de Kiel por 29-27,  proclamándose de esta manera campeón de Europa por primera vez en su historia.

## Ronda previa
| Equipo 1                | Agr.  | Equipo 2                 | Ida   | Vuelta |
| ----------------------- | ----- | ------------------------ | ----- | ------ |
| Panellinios AC Athens   | 47-46 | SPE Strovolos Nicosia    | 25-23 | 22-23  |
| Maliye Milli Piyango SK | 62-73 | RK Crvena zvezda         | 33-37 | 29-36  |
| A1 Bregenz HB           | 69-40 | "Viking Malt" Panevezys  | 39-16 | 30-24  |
| HV Kras/Volendan        | 48-55 | Brest HC Meshkov         | 23-31 | 25-24  |
| C.S. HCM Constanta      | 63-54 | Pallamano Conversano.IT  | 38-24 | 25-30  |
| RK Metalurg Skopje      | 62-55 | ABC de Braga-Andebol SAD | 30-28 | 32-27  |
| HC Berchem              | 50-80 | Sandefjord TIF           | 26-37 | 24-43  |

## Fase de grupos
| Colores de la tabla                            |
| ---------------------------------------------- |
| Equipos que se clasifican a la siguiente ronda |
| Equipos que se clasifican a la Copa EHF        |
| Equipos eliminados de Europa                   |

### Grupo A
| Pos. | Equipo                | Pts. | PJ | G | E | P | GF  | GC  | Dif. | Clasificación |
| ---- | --------------------- | ---- | -- | - | - | - | --- | --- | ---- | ------------- |
| 1    | Portland San Antonio  | 15   | 6  | 5 | 0 | 1 | 199 | 146 | +53  |               |
| 2    | MKB Veszprém KC       | 15   | 6  | 5 | 0 | 1 | 207 | 160 | +47  |               |
| 3    | RK "Bosna" Sarajevo   | 6    | 6  | 2 | 0 | 4 | 167 | 188 | −21  |               |
| 4    | MŠK Považská Bystrica | 0    | 6  | 0 | 0 | 6 | 161 | 240 | −79  |               |

 Fuente: 
| 30 de septiembre de 2006   |       |                            |
| Portland San Antonio       | 34–27 | MKB Veszprém KC            |
| MSK SIRS Povazska Bystrica | 29–31 | RK "Bosna" Sarajevo        |
| 7 de octubre de 2006       |       |                            |
| MKB Veszprém KC            | 46–26 | MSK SIRS Povazska Bystrica |
| 8 de octubre de 2006       |       |                            |
| RK "Bosna" Sarajevo        | 22–32 | Portland San Antonio       |
| 15 de octubre de 2006      |       |                            |
| RK "Bosna" Sarajevo        | 25–31 | MKB Veszprém KC            |
| Portland San Antonio       | 42–25 | MSK SIRS Povazska Bystrica |
| 21 de octubre de 2006      |       |                            |
| MSK SIRS Povazska Bystrica | 30–46 | MKB Veszprém KC            |
| 22 de octubre de 2006      |       |                            |
| Portland San Antonio       | 34–26 | RK "Bosna" Sarajevo        |
| 4 de noviembre de 2006     |       |                            |
| MKB Veszprém KC            | 23–21 | Portland San Antonio       |
| 5 de noviembre de 2006     |       |                            |
| RK "Bosna" Sarajevo        | 39–28 | MSK SIRS Povazska Bystrica |
| 11 de noviembre de 2006    |       |                            |
| MKB Veszprém KC            | 34–24 | RK "Bosna" Sarajevo        |
| MSK SIRS Povazska Bystrica | 23–36 | Portland San Antonio       |

### Grupo B
| Pos. | Equipo                | Pts. | PJ | G | E | P | GF  | GC  | Dif. | Clasificación |
| ---- | --------------------- | ---- | -- | - | - | - | --- | --- | ---- | ------------- |
| 1    | BM Ciudad Real        | 18   | 6  | 6 | 0 | 0 | 206 | 162 | +44  |               |
| 2    | SC Pick Szeged        | 10   | 6  | 3 | 1 | 2 | 153 | 153 | 0    |               |
| 3    | Kadetten Schaffhausen | 7    | 6  | 2 | 1 | 3 | 168 | 169 | −1   |               |
| 4    | Brest HC Meshkov      | 0    | 6  | 0 | 0 | 6 | 144 | 188 | −44  |               |

 Fuente: 
| 30 de septiembre de 2006 |       |                       |
| SC Pick Szeged           | 20–25 | BM Ciudad Real        |
| Kadetten Schaffhausen    | 30–20 | Brest HC Meshkov      |
| 7 de octubre de 2006     |       |                       |
| Brest HC Meshkov         | 24–30 | SC Pick Szeged        |
| 8 de octubre de 2006     |       |                       |
| BM Ciudad Real           | 39–31 | Kadetten Schaffhausen |
| 14 de octubre de 2006    |       |                       |
| SC Pick Szeged           | 27–27 | Kadetten Schaffhausen |
| 15 de octubre de 2006    |       |                       |
| Brest HC Meshkov         | 27–34 | BM Ciudad Real        |
| 21 de octubre de 2006    |       |                       |
| SC Pick Szeged           | 28–23 | Brest HC Meshkov      |
| Kadetten Schaffhausen    | 30–37 | BM Ciudad Real        |
| 4 de noviembre de 2006   |       |                       |
| BM Ciudad Real           | 32–25 | SC Pick Szeged        |
| Brest HC Meshkov         | 23–28 | Kadetten Schaffhausen |
| 11 de noviembre de 2006  |       |                       |
| BM Ciudad Real           | 39–29 | Brest HC Meshkov      |
| Kadetten Schaffhausen    | 22–23 | SC Pick Szeged        |

### Grupo C
| Pos. | Equipo                | Pts. | PJ | G | E | P | GF  | GC  | Dif. | Clasificación |
| ---- | --------------------- | ---- | -- | - | - | - | --- | --- | ---- | ------------- |
| 1    | KIF Kolding Elite A/S | 16   | 6  | 5 | 1 | 0 | 199 | 153 | +46  |               |
| 2    | Chambéry Savoie HB    | 10   | 6  | 3 | 1 | 2 | 171 | 163 | +8   |               |
| 3    | Wisła Płock           | 6    | 6  | 2 | 0 | 4 | 141 | 170 | −29  |               |
| 4    | RK Crvena zvezda      | 3    | 6  | 1 | 0 | 5 | 158 | 183 | −25  |               |

 Fuente: 
| 28 de septiembre de 2006 |       |                       |
| Wisła Płock              | 31–19 | RK Crvena zvezda      |
| 30 de septiembre de 2006 |       |                       |
| Chambéry Savoie HB       | 26–32 | KIF Kolding Elite A/S |
| 7 de octubre de 2006     |       |                       |
| KIF Kolding Elite A/S    | 35–18 | Wisla Plock S.A.      |
| 8 de octubre de 2006     |       |                       |
| RK Crvena zvezda         | 26–27 | Chambéry Savoie HB    |
| 15 de octubre de 2006    |       |                       |
| RK Crvena zvezda         | 30–36 | KIF Kolding Elite A/S |
| Chambéry Savoie HB       | 21–13 | Wisla Plock S.A.      |
| 19 de octubre de 2006    |       |                       |
| Wisła Płock              | 25–31 | KIF Kolding Elite A/S |
| 21 de octubre de 2006    |       |                       |
| Chambéry Savoie HB       | 34–28 | RK Crvena zvezda      |
| 4 de noviembre de 2006   |       |                       |
| KIF Kolding Elite A/S    | 32–32 | Chambéry Savoie HB    |
| 5 de noviembre de 2006   |       |                       |
| RK Crvena zvezda         | 33–22 | Wisla Plock S.A.      |
| 9 de noviembre de 2006   |       |                       |
| Wisła Płock              | 32–31 | Chambéry Savoie HB    |
| 12 de noviembre de 2006  |       |                       |
| KIF Kolding Elite A/S    | 33–22 | RK Crvena zvezda      |

### Grupo D
| Pos. | Equipo                 | Pts. | PJ | G | E | P | GF  | GC  | Dif. | Clasificación |
| ---- | ---------------------- | ---- | -- | - | - | - | --- | --- | ---- | ------------- |
| 1    | SG Flensburg-Handewitt | 15   | 6  | 5 | 0 | 1 | 199 | 164 | +35  |               |
| 2    | Chekhovskiye Medvedi   | 12   | 6  | 4 | 0 | 2 | 182 | 164 | +18  |               |
| 3    | RK Zagreb              | 9    | 6  | 3 | 0 | 3 | 153 | 148 | +5   |               |
| 4    | RK Metalurg Skopje     | 0    | 6  | 0 | 0 | 6 | 148 | 206 | −58  |               |

 Fuente: 
| 28 de septiembre de 2006 |       |                        |
| SG Flensburg-Handewitt   | 35–28 | RK Zagreb              |
| 30 de septiembre de 2006 |       |                        |
| Chekhovskiye Medvedi     | 40–25 | RK Metalurg Skopje     |
| 8 de octubre de 2006     |       |                        |
| RK Metalurg Skopje       | 29–37 | SG Flensburg-Handewitt |
| RK Zagreb                | 26–19 | Chekhovskiye Medvedi   |
| 12 de octubre de 2006    |       |                        |
| SG Flensburg-Handewitt   | 34–29 | Chekhovskiye Medvedi   |
| 14 de octubre de 2006    |       |                        |
| RK Metalurg Skopje       | 18–22 | RK Zagreb              |
| 19 de octubre de 2006    |       |                        |
| SG Flensburg-Handewitt   | 43–24 | RK Metalurg Skopje     |
| 21 de octubre de 2006    |       |                        |
| Chekhovskiye Medvedi     | 29–24 | RK Zagreb              |
| 4 de noviembre de 2006   |       |                        |
| RK Metalurg Skopje       | 28–32 | Chekhovskiye Medvedi   |
| 5 de noviembre de 2006   |       |                        |
| RK Zagreb                | 21–23 | SG Flensburg-Handewitt |
| 11 de noviembre de 2006  |       |                        |
| Chekhovskiye Medvedi     | 33–27 | SG Flensburg-Handewitt |
| 12 de noviembre de 2006  |       |                        |
| RK Zagreb                | 32–24 | RK Metalurg Skopje     |

### Grupo E
| Pos. | Equipo                  | Pts. | PJ | G | E | P | GF  | GC  | Dif. | Clasificación |
| ---- | ----------------------- | ---- | -- | - | - | - | --- | --- | ---- | ------------- |
| 1    | THW Kiel                | 18   | 6  | 6 | 0 | 0 | 244 | 170 | +74  |               |
| 2    | GOG Svendborg TGI Gudme | 9    | 6  | 3 | 0 | 3 | 203 | 180 | +23  |               |
| 3    | C.S. HCM Constanta      | 7    | 6  | 2 | 1 | 3 | 172 | 205 | −33  |               |
| 4    | HC Banik OKD Karvina    | 1    | 6  | 0 | 1 | 5 | 175 | 239 | −64  |               |

 Fuente: 
| 1 de octubre de 2006    |       |                         |
| GOG Svendborg TGI Gudme | 28–32 | THW Kiel                |
| HC Banik OKD Karvina    | 31–34 | C.S. HCM Constanta      |
| 5 de octubre de 2006    |       |                         |
| THW Kiel                | 44–25 | HC Banik OKD Karvina    |
| 7 de octubre de 2006    |       |                         |
| C.S. HCM Constanta      | 33–28 | GOG Svendborg TGI Gudme |
| 14 de octubre de 2006   |       |                         |
| C.S. HCM Constanta      | 28–37 | THW Kiel                |
| 15 de octubre de 2006   |       |                         |
| GOG Svendborg TGI Gudme | 45–32 | HC Banik OKD Karvina    |
| 22 de octubre de 2006   |       |                         |
| GOG Svendborg TGI Gudme | 33–17 | C.S. HCM Constanta      |
| HC Banik OKD Karvina    | 26–50 | THW Kiel                |
| 2 de noviembre de 2006  |       |                         |
| THW Kiel                | 34–32 | GOG Svendborg TGI Gudme |
| 4 de noviembre de 2006  |       |                         |
| C.S. HCM Constanta      | 29–29 | HC Banik OKD Karvina    |
| 12 de noviembre de 2006 |       |                         |
| THW Kiel                | 47–31 | C.S. HCM Constanta      |
| HC Banik OKD Karvina    | 32–37 | GOG Svendborg TGI Gudme |

### Grupo F
| Pos. | Equipo          | Pts. | PJ | G | E | P | GF  | GC  | Dif. | Clasificación |
| ---- | --------------- | ---- | -- | - | - | - | --- | --- | ---- | ------------- |
| 1    | VfL Gummersbach | 15   | 6  | 5 | 0 | 1 | 212 | 177 | +35  |               |
| 2    | Celje           | 15   | 6  | 5 | 0 | 1 | 205 | 170 | +35  |               |
| 3    | Sandefjord TIF  | 6    | 6  | 2 | 0 | 4 | 179 | 202 | −23  |               |
| 4    | Fram Reykjavik  | 0    | 6  | 0 | 0 | 6 | 163 | 210 | −47  |               |

 Fuente: 
| 30 de septiembre de 2006 |       |                 |
| Sandefjord TIF           | 26–37 | Celje           |
| 1 de octubre de 2006     |       |                 |
| Fram Reykjavik           | 26–38 | VfL Gummersbach |
| 5 de octubre de 2006     |       |                 |
| VfL Gummersbach          | 36–25 | Sandefjord TIF  |
| 8 de octubre de 2006     |       |                 |
| Celje                    | 35–24 | Fram Reykjavik  |
| 12 de octubre de 2006    |       |                 |
| VfL Gummersbach          | 34–31 | Celje           |
| 14 de octubre de 2006    |       |                 |
| Sandefjord TIF           | 35–26 | Fram Reykjavik  |
| 21 de octubre de 2006    |       |                 |
| Sandefjord TIF           | 35–37 | VfL Gummersbach |
| Fram Reykjavik           | 30–33 | Celje           |
| 2 de noviembre de 2006   |       |                 |
| VfL Gummersbach          | 38–29 | Fram Reykjavik  |
| 4 de noviembre de 2006   |       |                 |
| Celje                    | 38–27 | Sandefjord TIF  |
| 11 de noviembre de 2006  |       |                 |
| Celje                    | 31–29 | VfL Gummersbach |
| Fram Reykjavik           | 28–31 | Sandefjord TIF  |

### Grupo G
| Pos. | Equipo                | Pts. | PJ | G | E | P | GF  | GC  | Dif. | Clasificación |
| ---- | --------------------- | ---- | -- | - | - | - | --- | --- | ---- | ------------- |
| 1    | FC Barcelona-Cifec    | 18   | 6  | 6 | 0 | 0 | 205 | 152 | +53  |               |
| 2    | RK Gold Club Kozina   | 9    | 6  | 3 | 0 | 3 | 168 | 180 | −12  |               |
| 3    | Panellinios AC Athens | 6    | 6  | 2 | 0 | 4 | 160 | 197 | −37  |               |
| 4    | Hammarby IF HB        | 3    | 6  | 1 | 0 | 5 | 182 | 186 | −4   |               |

 Fuente: 
| 30 de septiembre de 2006 |       |                       |
| RK Gold Club Kozina      | 26–29 | FC Barcelona-Cifec    |
| Hammarby IF HB           | 37–23 | Panellinios AC Athens |
| 7 de octubre de 2006     |       |                       |
| FC Barcelona-Cifec       | 33–28 | Hammarby IF HB        |
| 8 de octubre de 2006     |       |                       |
| Panellinios AC Athens    | 32–27 | RK Gold Club Kozina   |
| 12 de octubre de 2006    |       |                       |
| RK Gold Club Kozina      | 30–28 | Hammarby IF HB        |
| 14 de octubre de 2006    |       |                       |
| Panellinios AC Athens    | 22–37 | FC Barcelona-Cifec    |
| 21 de octubre de 2006    |       |                       |
| RK Gold Club Kozina      | 32–25 | Panellinios AC Athens |
| Hammarby IF HB           | 31–34 | FC Barcelona-Cifec    |
| 4 de noviembre de 2006   |       |                       |
| FC Barcelona-Cifec       | 38–21 | RK Gold Club Kozina   |
| 5 de noviembre de 2006   |       |                       |
| Panellinios AC Athens    | 34–30 | Hammarby IF HB        |
| 11 de noviembre de 2006  |       |                       |
| FC Barcelona-Cifec       | 34–24 | Panellinios AC Athens |
| 14 de noviembre de 2006  |       |                       |
| Hammarby IF HB           | 28–32 | RK Gold Club Kozina   |

### Grupo H
| Pos. | Equipo             | Pts. | PJ | G | E | P | GF  | GC  | Dif. | Clasificación |
| ---- | ------------------ | ---- | -- | - | - | - | --- | --- | ---- | ------------- |
| 1    | CBM Valladolid     | 14   | 6  | 4 | 2 | 0 | 197 | 162 | +35  |               |
| 2    | Montpellier HB     | 13   | 6  | 4 | 1 | 1 | 173 | 144 | +29  |               |
| 3    | HC Portovik Yuzhny | 6    | 6  | 2 | 0 | 4 | 138 | 161 | −23  |               |
| 4    | A1 Bregenz HB      | 1    | 6  | 0 | 1 | 5 | 144 | 185 | −41  |               |

 Fuente: 
| 30 de septiembre de 2006 |       |                    |
| A1 Bregenz HB            | 17–29 | Montpellier HB     |
| 1 de octubre de 2006     |       |                    |
| HC Portovik Yuzhny       | 28–33 | CBM Valladolid     |
| 7 de octubre de 2006     |       |                    |
| CBM Valladolid           | 35–24 | A1 Bregenz HB      |
| Montpellier HB           | 26–16 | HC Portovik Yuzhny |
| 14 de octubre de 2006    |       |                    |
| CBM Valladolid           | 34–25 | Montpellier HB     |
| A1 Bregenz HB            | 20–22 | HC Portovik Yuzhny |
| 21 de octubre de 2006    |       |                    |
| A1 Bregenz HB            | 35–35 | CBM Valladolid     |
| HC Portovik Yuzhny       | 24–27 | Montpellier HB     |
| 4 de noviembre de 2006   |       |                    |
| Montpellier HB           | 37–24 | A1 Bregenz HB      |
| CBM Valladolid           | 31–21 | HC Portovik Yuzhny |
| 11 de noviembre de 2006  |       |                    |
| HC Portovik Yuzhny       | 27–24 | A1 Bregenz HB      |
| 12 de noviembre de 2006  |       |                    |
| Montpellier HB           | 29–29 | CBM Valladolid     |

## Octavos de final
| Equipo 1                | Agr.     | Equipo 2               | Ida   | Vuelta |
| ----------------------- | -------- | ---------------------- | ----- | ------ |
| Montpellier HB          | 51-54    | FC Barcelona-Cifec     | 28-25 | 23-29  |
| MKB Veszprém KC         | 60-53    | KIF Kolding Elite A/S  | 32-22 | 28-31  |
| RK Gold Club            | 52-70    | Portland San Antonio   | 23-34 | 29-36  |
| GOG Svendborg TGI Gudme | 58–64    | BM Ciudad Real         | 28–33 | 30–31  |
| SC Pick Szeged          | 49–50    | CBM Valladolid         | 25–25 | 24–25  |
| Celje                   | 67–67(a) | SG Flensburg-Handewitt | 41-31 | 26-36  |
| Chekhovskiye Medvedi    | 60–69    | VfL Gummersbach        | 31-37 | 29-32  |
| Chambéry Savoie HB      | 60–76    | THW Kiel               | 33–39 | 27–37  |

## Cuartos de final
| Equipo 1               | Agr.  | Equipo 2             | Ida   | Vuelta |
| ---------------------- | ----- | -------------------- | ----- | ------ |
| Valladolid             | 70–68 | Gummersbach          | 36-36 | 34-32  |
| MKB Veszprém KC        | 71–75 | THW Kiel             | 39–36 | 32–39  |
| Ciudad Real            | 55–58 | Portland San Antonio | 26-21 | 29-37  |
| SG Flensburg-Handewitt | 60–55 | FC Barcelona-Cifec   | 31–21 | 29–34  |

## Semifinales
| Equipo 1               | Agr.  | Equipo 2   | Ida   | Vuelta |
| ---------------------- | ----- | ---------- | ----- | ------ |
| Portland San Antonio   | 64-65 | THW Kiel   | 30–28 | 34–37  |
| SG Flensburg-Handewitt | 56-55 | Valladolid | 32–30 | 24–25  |

## Final
| Equipo 1               | Agr.  | Equipo 2 | Ida   | Vuelta |
| ---------------------- | ----- | -------- | ----- | ------ |
| SG Flensburg-Handewitt | 55–57 | THW Kiel | 28–28 | 27–29  |

## Principales goleadores
Los principales goleadores de la EHF Champions League 2006–07 fueron:
| #  | Nombre                  | Equipo                 | Goles |
| -- | ----------------------- | ---------------------- | ----- |
| 1. | Nikola Karabatić        | THW Kiel               | 89    |
| 2. | Lars Christiansen       | SG Flensburg-Handewitt | 84    |
| 3. | Kiril Lazarov           | MKB Veszprém KC        | 82    |
| 4. | Eric Gull               | BM Valladolid          | 79    |
| 5. | Kim Andersson           | THW Kiel               | 73    |
| 6. | Henrik Lundström        | THW Kiel               | 65    |
| 7. | Alen Muratović          | BM Valladolid          | 64    |
| 7. | Guðjón Valur Sigurðsson | VfL Gummersbach        | 64    |
| 9. | Sergei Gorbok           | Celje                  | 60    |
| 9. | Daniel Narcisse         | VfL Gummersbach        | 60    |